# Ahmad Samba Sallah
Ahmad Samba Sallah (* im 20. Jahrhundert) ist ein gambischer Politiker.

## Leben
| Parlamentswahl | Stimmen | Stimmanteil |
| -------------- | ------- | ----------- |
| 2002           | n/a     | gewählt     |

Ahmad Samba Sallah trat als Kandidat der Alliance for Patriotic Reorientation and Construction (APRC) bei den Parlamentswahlen in Gambia 2002 im Wahlkreis Niamina West an. Er konnte sich gegen seinen Gegenkandidaten Samba Baldeh von der National Reconciliation Party (NRP) durchsetzen und gewann den Wahlkreis und damit erlangte er einen Sitz in der Nationalversammlung. Bei den Wahlen 2007 trat Sallah nicht an.